# Fairy Glen
Il Fairy Glen è una riserva naturale scozzese situata a Rosemarkie, nelle Highland.

## Descrizione

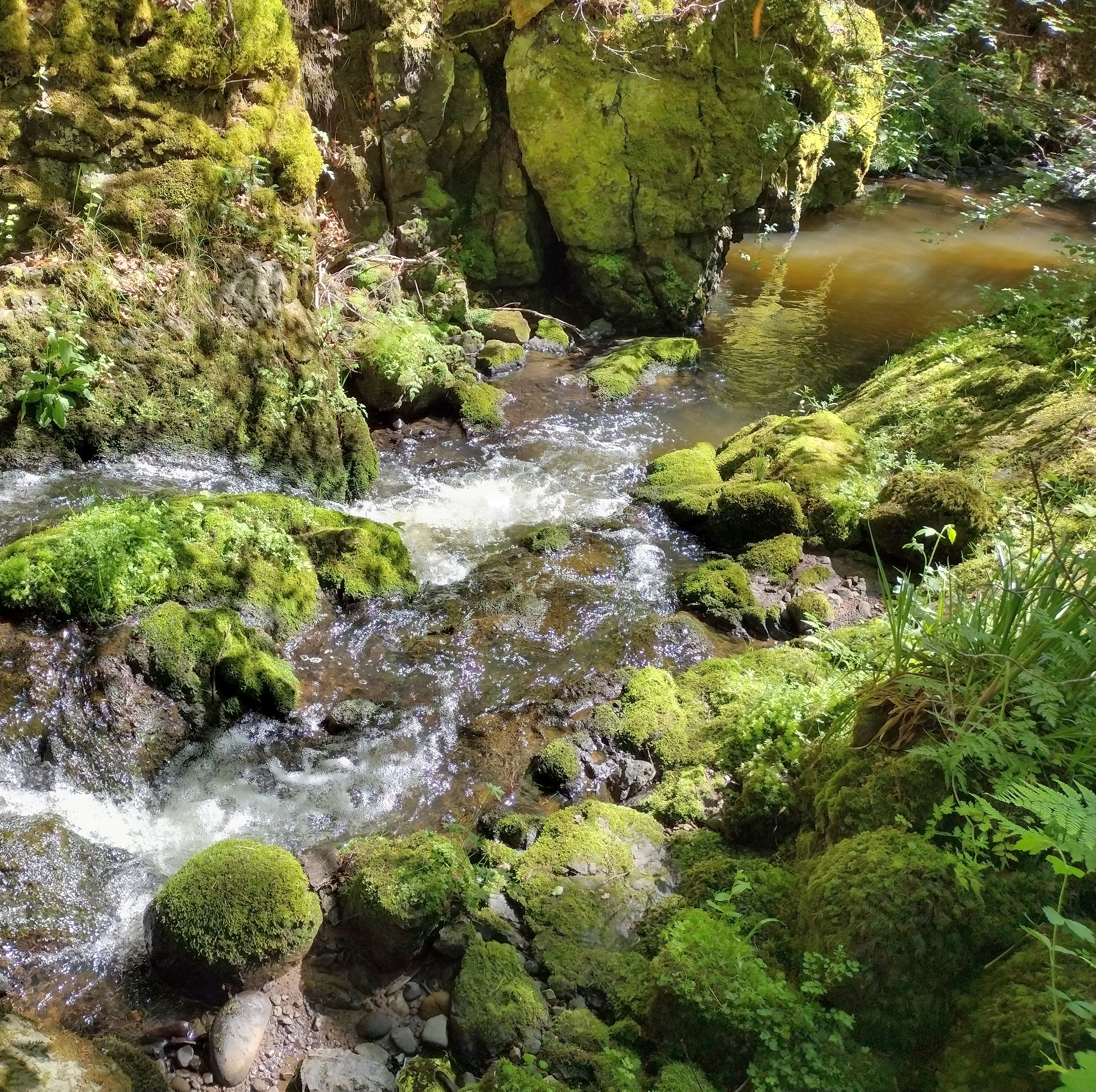
Il Markie Burn

La riserva protegge una fascia boscosa semi-naturale, con predominanza di latifoglie e che si estende sui due lati del Markie Burn, un ruscello tributario del Moray Firth. La sua valletta (Glen) è stretta e infossata, e dà rifugio ad una buona varietà di uccelli e di piante. Nella gestione forestale della riserva di solito viene applicato il principio del "non intervento" escludendo, quando necessari, alcuni interventi di messa in sicurezza di alberi pericolanti e l'eventuale rimozione di specie invasive.

## Fauna
Tra le specie di uccelli che vivono nell'area protetta si possono citare:
- pigliamosche comune,
- codibugnolo,
- ciuffolotti,
- varie specie di poiane,
- tordo bottaccio.

## Folklore

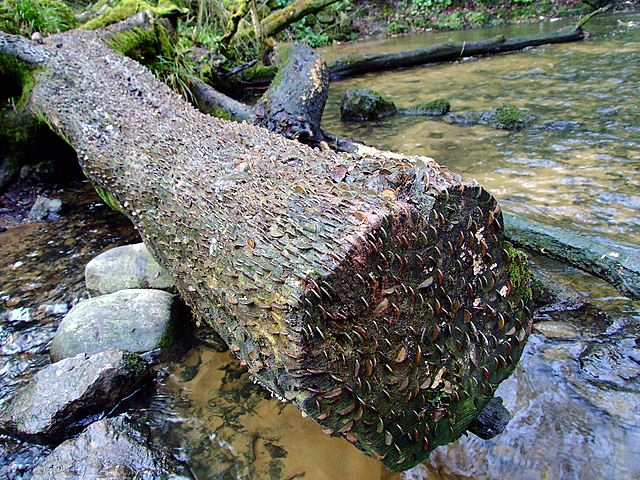
Uno degli alberi dei desideri presenti nella riserva

Il glen è legato ad alcune usanze tradizionali. I bambini dei villaggi circostanti un tempo erano soliti gettare petali di fiori nel torrente per incoraggiare le fate a fornire acqua potabile elle loro abitazioni. Una curiosità del Fairy Glen è la presenza di alcunio vecchi tronchi conosciuti come Money trees (Alberi dei soldi), con centinaia di monete incastrate a martellate nel legno. Queste monete vengono tradizionalmente considerate doni alle fate. Oggi i gestori della riserva scoraggiano però tale pratica, a causa dell'inquinamento causato dalla corrosione e dall'ossidazione del metallo del quale sono fatte le monete.

## Accesso

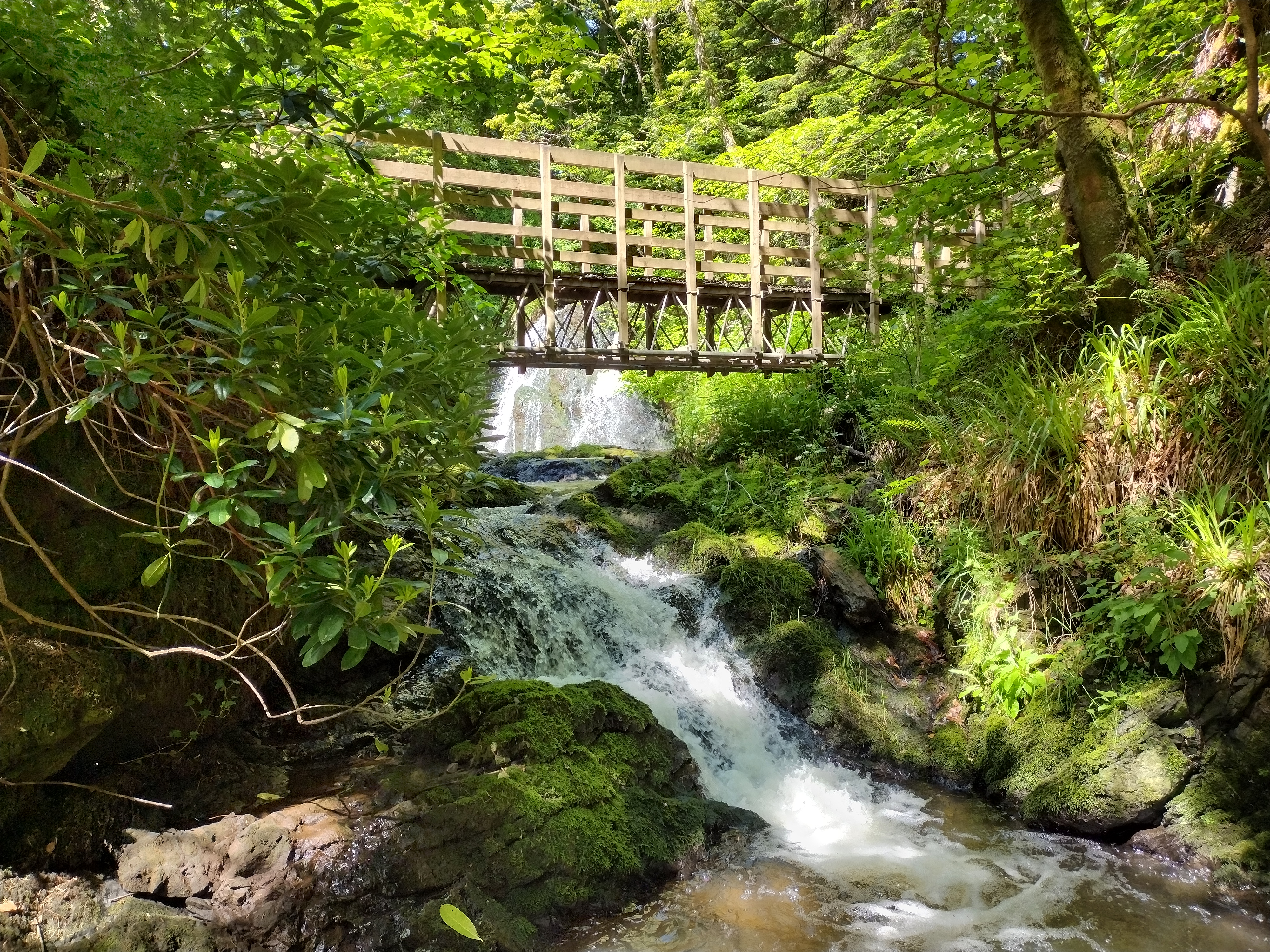
Un ponticello pedonale nei pressi della cascata superiore

Un sentiero segue il torrentello dalla sua foce presso la spiaggia di Rosemarkie passando a lato di due pittoresche cascate e, dopo la più a monte di queste, termina  su una stradina asfaltata sulla sinistra idrografica della valletta. Un posteggio per auto è disponibile nei pressi dell'inizio del percorso pedonale. Alcune parti del sentiero sono ripide e possono risultare scivolose in caso di maltempo; i cani possono accedere alla riserva ma tra aprile e agosto devono essere tenuti con guinzagli non troppo lunghi per evitare che possano disturbare la fauna del luogo.